# Tipo 205 (submarino)
El Tipo 205 fue una clase de submarinos diésel-eléctricos alemanes cazador-asesino. Eran barcos monocasco optimizados para su uso en las aguas poco profundas del Mar Báltico. El Tipo 205 es una evolución directa de la clase Tipo 201 con casco alargado, nueva maquinaria y sensores. Sin embargo, la mayor diferencia es que el acero ST-52 se usa para el casco de presión, ya que el acero no magnético del Tipo 201 resultó ser problemático. El Tipo 206, la siguiente clase, finalmente tuvo éxito con cascos de acero no magnético.
El Tipo 205 estuvo en servicio con la Marina Real Danesa hasta 2004, en el que se conocía como clase Narhvalen. Los barcos daneses diferían ligeramente de los alemanes para satisfacer las demandas danesas especiales. El responsable del diseño y la construcción fue el Ingenieurkontor Lübeck (IKL) encabezado por Ulrich Gabler.

## Desarrollo

Dibujo del perfil de un submarino Tipo 205.

El Tipo 205 es una evolución directa del Tipo 201 con un casco alargado, nueva maquinaria y sensores. La gran diferencia es el acero ST-52 usado para el casco de presión desde que el acero no magnético del 201 demostró ser problemático. El Tipo 206, la clase siguiente, finalmente tuvo éxito con los cascos de acero no magnéticos.
El Tipo 205 estuvo en servicio con la Marina danesa hasta 2004, en la cual es conocida como Clase Narhvalen. Los buques daneses difieren levemente de los alemanes dadas las especificaciones danesas.

## Lista de submarinos
| Submarinos construidos para la Bundesmarine:           | Submarinos construidos para la Bundesmarine: | Submarinos construidos para la Bundesmarine: | Submarinos construidos para la Bundesmarine: | Submarinos construidos para la Bundesmarine: | Submarinos construidos para la Bundesmarine: | Submarinos construidos para la Bundesmarine: |
| Vela número                                            | Nombre                                       | Llamada señal                                | Puesto en quilla                             | Puesto en servicio                           | Dado de baja                                 | Destino                                      |
| ------------------------------------------------------ | -------------------------------------------- | -------------------------------------------- | -------------------------------------------- | -------------------------------------------- | -------------------------------------------- | -------------------------------------------- |
| S180                                                   | U1                                           |                                              |                                              | 6 de junio, 1967                             | 29 de noviembre, 1991                        | Desguazado                                   |
| S181                                                   | U2                                           |                                              |                                              | 11 de octubre, 1966                          | 19 de marzo, 1993                            | desguazado                                   |
| S183                                                   | U4                                           |                                              |                                              | 19 de noviembre, 1962                        | 1 de agosto, 1974                            | Desguazado                                   |
| S184                                                   | U5                                           |                                              |                                              | 4 de julio, 1963                             | 17 de mayo, 1974                             | Desguazado                                   |
| S185                                                   | U6                                           |                                              |                                              | 4 de julio, 1963                             | 22 de agosto, 1974                           | Desguazado                                   |
| S186                                                   | U7                                           |                                              |                                              | 16 de marzo, 1964                            | 12 de julio de 1974                          | Desguazado                                   |
| S187                                                   | U8                                           |                                              |                                              | 22 de julio de 1964                          | 9 de octubre de 1974                         | Desguazado                                   |
| S188                                                   | U9                                           |                                              |                                              | 11 de abril, 1967                            | 3 de junio, 1993                             | Barco museo, Technikmuseum Speyer            |
| S189                                                   | U10                                          |                                              |                                              | 28 de noviembre de 1967                      | 16 de febrero de 1993                        | Barco museo, Wilhelmshaven                   |
| S190                                                   | U11                                          | DRDF                                         |                                              | 21 de junio de 1968                          | 30 de octubre de 2003                        | Barco museo, Burgstaaken, Fehmarn            |
| S191                                                   | U12                                          | DRDE                                         |                                              | 14 de enero de 1969                          | 21 de junio de 2005                          | Desguazado                                   |
| Submarinos construidos para la Kongelige Dansk Marine: |                                              |                                              |                                              |                                              |                                              |                                              |
| S320                                                   | Narhvalen                                    |                                              | 10 de septiembre de 1968                     | 27 de febrero, 1970                          | 16 de octubre, 2003                          | Desguazado                                   |
| S321                                                   | Nordkaperen                                  |                                              | 18 de diciembre de 1969                      | 22 de diciembre de 1970                      | 2 de febrero de 2004                         | Desguazado                                   |

Los buques alemanes fueron construidos por Howaldtswerke, mientras que los daneses lo fueron en los Orlogsværftet (astilleros navales) de Copenhague.

## Notas

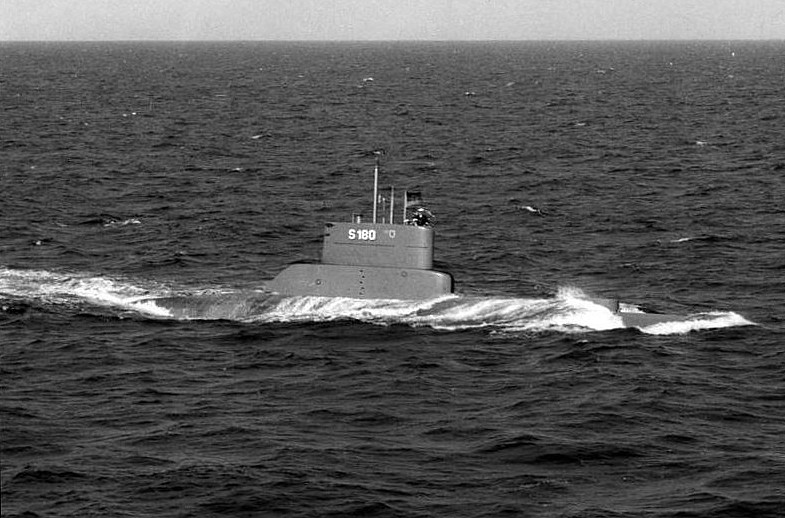
Submarino Tipo 205 U-1 (S180) navegando en 1967.

### Buques similares
- Clase Daphné
- Clase Oberon
- Clase Romeo
- Tipo 035

Otros submarinos alemanes
- Clase Kobben
- Tipo 201
- Tipo 206
- Tipo 209
- Clase Dolphin
- Tipo 212
- Anexo:U-Boote